# Шеметов, Николай Станиславович
Николай Станиславович Шеметов (16 марта 1919, Иркутск — 19 июля 1998, Севастополь) — русский советский театральный художник, член Союза художников СССР с 1961 года.

## Биография
Родился 16 марта 1919 года в городе Иркутск. В 1940 году окончил Иркутское художественное училище, в 1940—1945 годах служил в Красной армии; принимал участие в Великой Отечественной войне — воевал в танковых войсках.
В 1945—1960 годах работал в Иркутском драматическом театре маляром-декоратором, заведующим декоративным цехом, художником-постановщиком; оформил более 50 спектаклей.
С 1960 года — художник (с 1962 года — главный художник) Севастопольского русского драматического театра, где оформил более 70 спектаклей. Среди них:
- «Поднятая целина» по М. Шолохову (1964);
- «Ревизор» Н. Гоголя (1965);
- "Красная нить" В. Собко (1968);
- "Есть такая партия!» И. Рачада (1974);
- "Последний срок" В. Распутина (1979) и другие.

Участвовал в крымских, республиканских и украинских выставках.
Умер в Севастополе 19 июля 1998 года.
Работы художника находятся в музеях Украины, частных собраниях. В сборнике Севастопольского художественного музея имени М. П. Крошицкого находится 65 графических работ.

## Награды
- Заслуженный деятель искусств УССР с 1974 года;
- Награжден орденами Отечественной войны 2 степени (6 апреля 1985)[3], «Знак Почёта», медалью «За отвагу»[2].